# Eberhard Gutsleff (1691–1749)
Eberhard Gutsleff (Tallinn, 1691 körül  - Szentpétervár, 1749. március 15.) balti német evangélikus lelkész, teológus

## Élete
Apja Eberhard Gutsleff, a tallinni Szentlélek-templom lelkésze, anyja Catharina Gutsleff (1665-1710 körül) volt. Nagyapja a híres biblia fordító Johann Gutslaff volt. Testvére a szintén neves bibliafordító Heinrich Gutsleff volt. Már egészen fiatalon, 1711-ben beiratkozott a Hallei Egyetemre, 1720-tól itt tanult teológiát. Hallében ismerkedett meg Johann Jakob Rambach (1693-1735) teológussal, akivel szoros barátságot kötött. 1723 és 1725 közt apja mellett tevékenykedett a tallinni Szentlélek-templomban. Társalapítója és vezetője volt annak a kiadónak, amely alacsony áron, illetve ingyenesen tette elérhetővé az észt nyelvű tankönyveket. 1726 és 1733 közt a templom esperese, 1733 és 1738 közt a tallinni iskolák felügyelője volt, emellett a Szent Olaf-templom diakónusi tisztét is ellátta. Ebben az időben (1736) látogatott Tallinnba Nikolaus Ludwig Zinzendorf, aki a Szent Olaf-templomban tartott prédikációt, s akit a lakosság nagy lelkesedéssel fogadott. 1738-ban kinevezték Saaremaa felügyelőjévé, itt Kuressaare lelkipásztora is volt. Itt   a Herrnhuti testvérgyülekezet intézményeit próbálta az egyházban bevezetni, ebbéli ténykedése komoly vitákhoz vezetett a hatóságokkal. Erzsébet orosz cárnő 1743. április 16. kelt ukázában betiltotta a testvérgyülekezet tevékenységét Oroszországban (csak 1817-ben legalizálták újra). Az észt kormányzóságban ezt a tilalmat területenként eltérő szigorúsággal hajtották végre, Saaremaa-ban bizottságot hoztak létre a testvérgyülekezet kivizsgálására, a bizottság tagja volt David Johann Rahr lelkész is. 1747-ben a cári hatóságok három másik emberrel együtt letartóztatták Gutsleffet, a Herrnhuti testvérgyülekezet körüli pietista mozgalom támogatásának vádjával. A szentpétervári Péter-Pál-erődbe vitték, ahol két évvel később elhunyt. Szentpéterváron temették el.

## Munkái
1732-ben jelentette meg legfontosabb munkáját Halléban Kurtzgefaszte Anweisung zur ehstnischen Sprache címmel. A mű többek közt egy észt nyelvtant (Anton thor Helle munkája) és egy 7000 szóból álló észt-német szószedetet tartalmaz. A munka Salomo Heinrich Vestring (1663-1749) Lexicon Esthonica Germanicum című művén alapul. Gutsleff műve tartalmaz még 525 észt közmondást, 135 találós kérdést és 50, észt beszélgetéseket tartalmazó oldalt (két oszlopban szedve, párhuzamos észt-német szöveg). A munka teljes címe:  Kurtzgefaszte Anweisung Zur Ehstnischen Sprache, in welcher mitgetheilet werden I. Eine GRAMMATICA. II. Ein VOCABULARIUM. III. PROVERBIA. IV. AENIGMATA. V. COLLOQUIA. Zuvörderst Denen, welche das Evangelium Christi der Ehstnischen Nation deutlich und verständlich zu predigen von GOtt beruffen werden; … Zur Anleitung Mit Fleisz zusammen getragen; un nebst einem erwecklichen Sendschreiben Herrn D. Joh. Jacob Rambachs, … an den EDITOREM, Auf Gutbefinden des Herrn AUTORIS [Anton thor Helle], mit einer Vorrede herausgegeben von Eberhard Gutsleff, Diacono bey der Ehstnischen Stadt-Gemeine in Reval. HALLE, Gedruckt bey Stephan Orban, 1732

## Fordítás
- Ez a szócikk részben vagy egészben  az   Eberhard Gutsleff der Jüngere című német Wikipédia-szócikk ezen változatának fordításán alapul.  Az eredeti cikk szerkesztőit annak laptörténete sorolja fel. Ez a jelzés csupán a megfogalmazás eredetét és a szerzői jogokat jelzi, nem szolgál a cikkben szereplő információk forrásmegjelöléseként.